# Joaquim Casamor

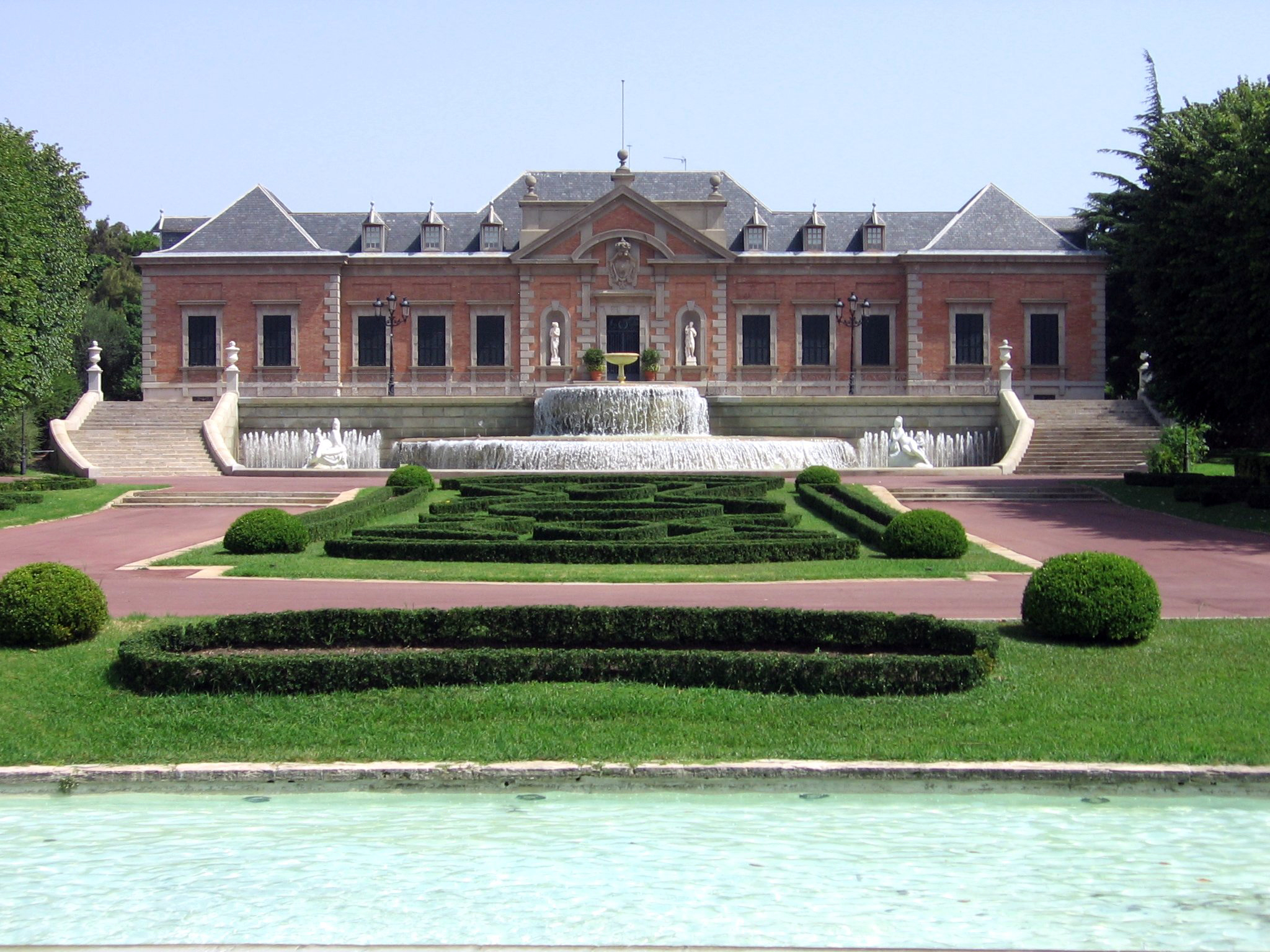
Jardines de Joan Maragall.

Joaquim Maria Casamor i d'Espona (Figueras, 12 de mayo de 1920-Barcelona, 17 de julio de 2019) fue un arquitecto y paisajista español. Fue director de Parques y jardines de Barcelona entre 1968 y 1986.
Falleció a los noventa y nueve años.

## Trayectoria
Estudió arquitectura en la Escuela Técnica Superior de Arquitectura de Barcelona, donde se licenció en 1948. En 1954 obtuvo el diploma de técnico urbanista y en 1965 se doctoró. En 1952 obtuvo una plaza por oposición en el Servicio Municipal de Edificación Particular de Barcelona, y en 1955 en el departamento de Parques y jardines del consistorio barcelonés, como adjunto al director Lluís Riudor, al que sucedió en 1968 como director técnico, cargo que ostentó hasta su jubilación en 1986. Fue el promotor de la muestra de jardinería Jardinova en Montjuïc entre 1975 y 1977. También fue el responsable de la edición de la revista de Parques y Jardines durante varios años. Fue profesor del Instituto de Educación Secundaria Municipal Rubió i Tudurí, y miembro de la Junta del Colegio de Arquitectos de Cataluña.
Junto a Riudor colaboró en la creación de jardines como los de Moragas (1959) y el parque de Cervantes (1965), así como en diversas intervenciones en la montaña de Montjuïc encaminadas a suprimir el chabolismo producido con la inmigración en la posguerra, tarea que continuó con la creación de diversos jardines de tipo temático, como los Jardines Mossèn Costa i Llobera (1970), especializados en cactáceas y suculentas, y los jardines de Mossèn Cinto Verdaguer (1970), dedicados a las plantas acuáticas, bulbosas y rizomatosas. Obra suya fueron, también en Montjuïc, los jardines del Mirador del Alcalde (1962-1969) y los jardines de Joan Maragall (1970), ubicados en torno al Palacete de Albéniz, residencia de la Familia Real Española durante sus visitas a la ciudad condal, de estilo neoclásico. En el resto de Barcelona realizó el parque del Putget (1970), el de la Guineueta  (1971) y el de Villa Amelia (1970). También restauró varios parques y jardines, como el parque del Laberinto de Horta (1971), el parque de las Aguas (1977) y el parque del Turó de la Peira (1977). También ejecutó el proyecto de Nicolau Maria Rubió i Tudurí para la plaza de Gaudí (1981).